# Malcolm Martineau
Malcolm Martineau, OBE (3 februari 1960) is een Schotse pianist die vooral bekend staat als liedbegeleider.

## Leven

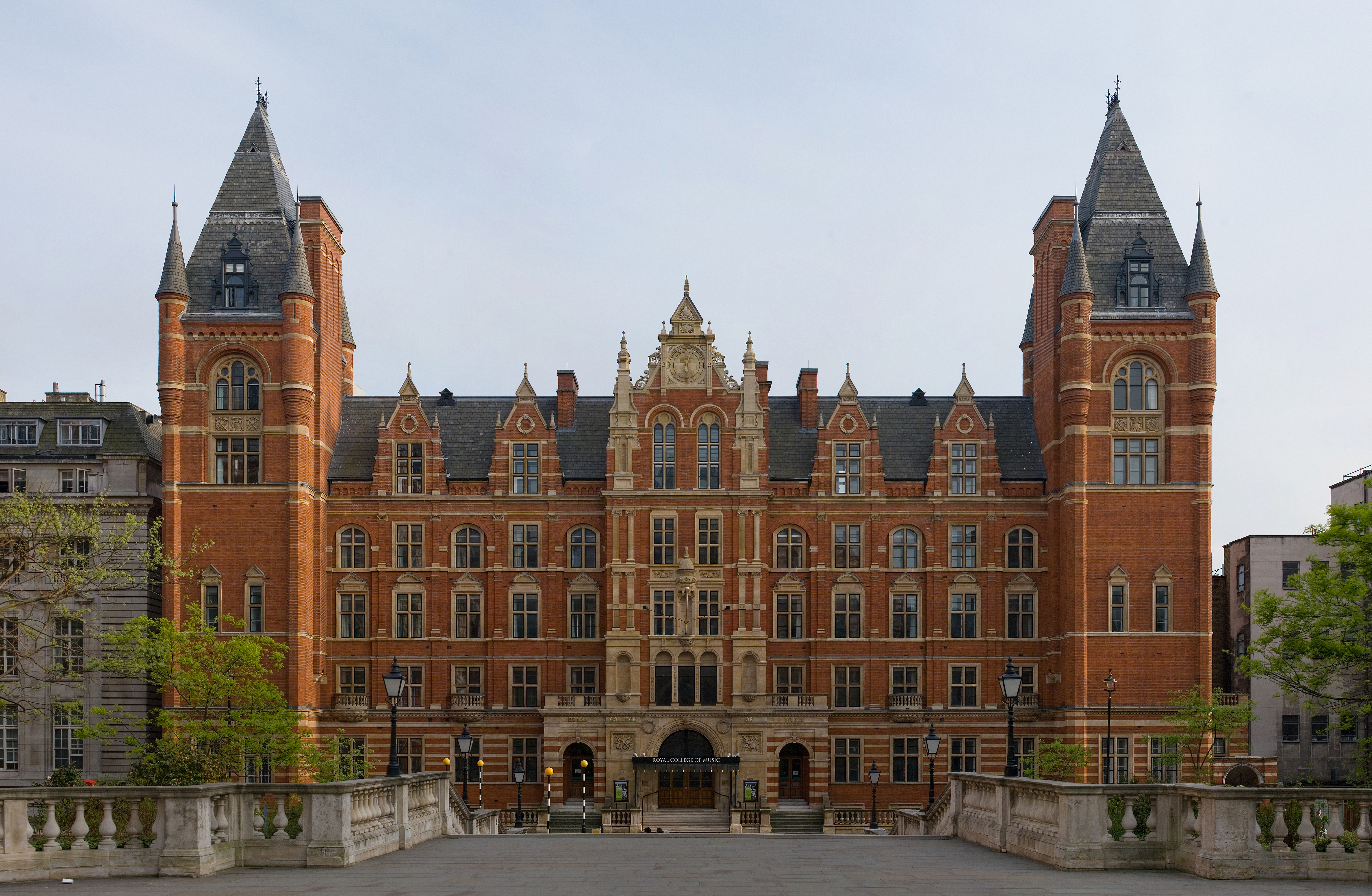
Het Royal College of Music in Londen, alma mater van Martineau

Martineau werd in 1960 geboren uit pianiste Hester Dickson Martineau en Canon George Martineau . Hij was enig kind, maar hij had verschillende stiefbroers en zussen uit eerdere huwelijken van zijn ouders. Hij werd geboren in Edinburgh en volgde een opleiding aan het George Watson's College en aan het St Catharine's College, Cambridge. In 1981 ging hij studeren aan het Royal College of Music en privé bij Joyce Rathbone.
Malcolm Martineau speelde in Parijs, Amsterdam, München, Wenen, Milaan, Berlijn, in het Verenigd Koninkrijk en in Noord-Amerika en vergezelde veel van 's werelds toonaangevende zangers, waaronder Thomas Allen, Dame Janet Baker, Barbara Bonney, Susan Graham, Della Jones, Simon Keenlyside, Tom Krause, Dame Felicity Lott, Anne Sofie von Otter, Frederica von Stade, Bryn Terfel, Sarah Walker en Ainhoa Arteta. Een van de bekende artiesten die hij begeleidt is klarinettiste Emma Johnson. Hij speelde op talloze festivals in het Verenigd Koninkrijk, gaf vele recitals voor de BBC en verscheen op festivals in Aix-en-Provence, Wenen, Edinburgh en Salzburg en in Noord- en Zuid-Amerika.
Hij vergezelde de winnaars van de Lieder-prijs tijdens de Cardiff Singer of the World- wedstrijd van 1989 en bij de Elly Ameling Award 1990. Hij stond masterclasses bij aan de Britten-Pears School in Snape voor Dame Joan Sutherland, Elisabeth Schwarzkopf, Suzanne Danco, Ileana Cotrubaș en Kurt Equiluz. Hij presenteerde zijn eigen serie op St Johns Smith Square met de complete nummers van Debussy en Poulenc en een grote Britten-serie in Wigmore Hall (beide uitgezonden door de BBC). In Het Concertgebouw in Amsterdam en elders begeleidde hij de bariton Thomas Oliemans onder meer bij de drie grote liedcycli van Franz Schubert.
In 2004 kreeg hij een eredoctoraat aan de Royal Scottisch Academy of Music and Drama en werd hij benoemd tot International Fellow of Accompaniment in 2009. In 2011 was hij artistiek directeur van het Leeds Lieder+ Festival.
Recente opnames omvatten onder andere Schubert, Schumann en Engelse liedrecitals met Bryn Terfel (voor Deutsche Grammophon), Schubert en Strauss recitals met Simon Keenlyside (voor EMI), recitals met Angela Gheorghiu (voor Decca), Emma Johnson, Della Jones en Yvonne Kenny, de complete Faure-nummers met Sarah Walker en Tom Krause, de complete Britten Folk Songs for Hyperion, de complete Beethoven-volksliederen en het liedrecital "Songs My Mother Taught Me", samen met Magdalena Kožená, voor Deutsche Grammophon.
Zijn prijzen zijn onder meer de Walther Gruner International Lieder Competition. Hij werd benoemd tot officier van de Orde van het Britse Rijk (OBE) in de 2016 New Year Honours voor diensten aan muziek en jonge zangers.